# Șpotîne, Starobilsk
Șpotîne (în ucraineană Шпотине) este localitatea de reședință a comunei Șpotîne din raionul Starobilsk, regiunea Luhansk, Ucraina.

## Demografie
Componența lingvistică a localității Șpotîne
     Ucraineană (99,11%)
Conform recensământului din 2001, majoritatea populației localității Șpotîne era vorbitoare de ucraineană (99,11%), existând în minoritate și vorbitori de alte limbi.